# 한창동
한창동(韓昌東, 1883년 1월 12일 ~ 1950년 4월 17일)은 일제강점기의 관료로, 본적은 서울특별시 종로구 사직동이다.

## 생애
1912년 2월 충청남도 서산공립보통학교 학무위원을 역임했으며 1915년부터 1920년까지 충청남도 서산군 수석면장을 역임했다. 1915년 11월 조선총독부 시정 5주년 기념 조선물산공진회 동패를 받았고 같은 해 11월 10일 일본 정부로부터 다이쇼 대례 기념장을 받았다.
1920년 12월 20일 충청남도 관선 도평의회원, 1924년 4월 1일 충청남도 민선 도평의회원으로 각각 선출되었으며 1927년부터 1933년까지 서산금융조합장을 역임했다. 1927년 6월 3일부터 1930년 6월 2일까지 조선총독부 중추원 참의를 역임했고 1928년 11월 16일 일본 정부로부터 쇼와 대례 기념장을 받았다. 1929년 5월 15일 정7위에 서위되었다.
1932년 10월 1일 일본 정부로부터 조선 쇼와 5년 국세 조사 기념장을 받았으며 1933년 4월 충청남도 민선 도회의원으로 선출되었다. 1936년부터 1939년까지 명륜학회 평의원, 1939년 11월 조선유도연합회 이사를 역임했고 1941년 10월 조선임전보국단 발기인으로 참여했다. 친일파 708인 명단의 중추원 부문, 민족문제연구소의 친일인명사전 수록자 명단의 중추원 부문, 친일반민족행위진상규명위원회가 발표한 친일반민족행위 705인 명단에 포함되었다.

## 참고자료
- 친일반민족행위진상규명위원회 (2009). 〈한창동〉. 《친일반민족행위진상규명 보고서 Ⅳ-19》. 서울. 59~65쪽.